# Friedrich Wilhelm Ruppert
Friedrich Wilhelm Ruppert (ur. 2 lutego 1905, zm. 28 maja 1946 w Landsberg am Lech) – zbrodniarz nazistowski, członek załogi obozów koncentracyjnych Majdanek i Dachau oraz SS-Hauptsturmführer.
Urodził się w mieście Frankenthal (Palatynat). Z zawodu elektrotechnik. Członek NSDAP (nr legitymacji partyjnej 414280) i SS (nr identyfikacyjny 7282) od 1 stycznia 1933 roku. Służbę w obozach koncentracyjnych rozpoczął już 11 kwietnia 1933 roku w Dachau. Przebywał tam do 18 września 1942 pełniąc stanowiska wartownika, elektryka i starszego elektryka. Następnie został przeniesiony do załogi Majdanka, gdzie pełnił służbę w obozowej administracji. Na przełomie kwietnia i maja 1944 został kierownikiem obozu Warschau, który został wówczas ustanowiony podobozem Majdanka. Pełnił tu również funkcję dowódcy kompanii wartowniczej. Wreszcie od 6 sierpnia 1944 do 29 kwietnia 1945 roku był kierownikiem obozu i zastępcą komendanta (Schutzhaftlagerführerem) w Dachau. Był odpowiedzialny za kierowanie egzekucjami więźniów, jeńców radzieckich i agentów brytyjskiego wywiadu, które miały miejsce w obozie Dachau.
W procesie załogi Dachau przed amerykańskim Trybunałem Wojskowym Ruppert został skazany za swoje zbrodnie na karę śmierci. Wyrok wykonano przez powieszenie w więzieniu Landsberg pod koniec maja 1946 roku.